# Villanueva de la Fuente
Villanueva de la Fuente é um município da Espanha na província de Ciudad Real, comunidade autónoma de Castilla-La Mancha, de área 128,79 km² com população de 2607 habitantes (2004) e densidade populacional de 20,24 hab/km².

## Demografia
| Variação demográfica do município entre 1991 e 2004 | Variação demográfica do município entre 1991 e 2004 | Variação demográfica do município entre 1991 e 2004 | Variação demográfica do município entre 1991 e 2004 |
| --------------------------------------------------- | --------------------------------------------------- | --------------------------------------------------- | --------------------------------------------------- |
| 1991                                                | 1996                                                | 2001                                                | 2004                                                |
| 2990                                                | 2791                                                | 2628                                                | 2607                                                |